# Miniopterus approximatus
Miniopterus approximatus és una espècie extinta de ratpenat del gènere Miniopterus que visqué durant el Pliocè en allò que avui en dia és Polònia. Se n'han trobat restes fòssils a Podlesice (Voivodat de Silèsia). Tenia un aspecte similar al de l'espècie vivent M. schreibersii. Fou descrit a partir de 10 maxil·lars inferiors, 12 fragments de maxil·lars superiors, més de 50 fragments de maxil·lars inferiors, 10 fragments cranials i 4 fragments humerals.